# Сатьянанда Сарасвати
Свами Сатьяна́нда Сара́свати (англ. Swami Satyananda Saraswati; 24 декабря 1923 — 5 декабря 2009) — йогин, мастер йоги и тантры, широко признанный как в Индии так и на Западе, один из учеников Свами Шивананды. Автор более 80 книг. Свами Сатьянанда основал несколько организаций, способствующих развитию и изучению йоги:
- Международное движение йоги в 1963 г.
- Бихарская школа йоги в 1964 г.
- Фонд исследований йоги в 1984 г.

## Биография
Свами Сатьянанда Сарасвати родился в 1923 году, в Индии, в маленьком городке близ Алморы, у подножья Гималаев. Описывается, что его благословляли многие святые и мудрецы, проходившие мимо его дома по пути к более высокогорным районам Гималаев. В детстве он был необычайно способный ребёнок и пережил свой первый духовный опыт в возрасте шести лет. После этого он стал искать причины подобных переживаний. Так он встретил своего первого духовного наставника — это была женщина тантрик, бхайрави Сукхман Гири, она дала ему базовые знания по тантре, шактипат, велела ему отправляться на поиски гуру. Так в 19 лет он покинул свой дом и больше никогда не возвращался туда.
Вскоре он прибыл в Ришикеш, где встретил Свами Шивананду, в котором он признал своего гуру. Следующие двенадцать лет он провёл в ашраме Свами Шивананды, где погрузился в карма-йогу до такой степени, что Свами Шивананда говорил, что он работает за четверых. Свами Сатьянанда трудился с рассвета до поздней ночи, занимаясь всем, от уборки до управления ашрамом. В 1947 году он принял посвящение в орден дашанами санньясы от своего учителя. После этого Свами Сатьянанда покинул Ришикеш и в течение восьми лет вёл жизнь странствующего аскета, путешествуя по разным уголкам Индии, Афганистана, Бирмы, Непала и Цейлона. В этот период он встречался со многими великими святыми и йогами, проводил время в уединении, формулируя и совершенствуя техники йоги.
В 1963 году ему открылась его миссия, и он основал Международное содружество йоги (Interantional Yoga Fellowship). Он поселился в Мунгере, где на берегу Ганги была основана Бихарская школа йоги, чтобы помогать людям на духовном пути. Вскоре ученики уже прибывали из всех уголков Индии и из-за рубежа. Учение Свами Сатьянанды распространялось по всему миру. Начиная с 1968 г. он активно ездил по всему миру, обучая древним практикам йоги людей всех национальностей, социальных групп, убеждений и религиозных верований. С тех пор Свами Сатьянанда приобрёл широкую известность на всех континентах как авторитетный представитель традиций йоги и тантры. Он направлял тысячи духовных искателей и вдохновлял многие ашрамы и духовные центры по всему миру. В течение последующих двадцати лет он делил своё время между поездками по Индии, зарубежным странам и пребыванием в ашраме в Мунгере.
В 1983 году Свами Сатьянанда передал все полномочия по управлению ашрамом своему преемнику Свами Ниранджананде Сарасвати.
В 1984 Свами Сатьянанда основал Шивананда-матх (Sivananda Math), благотворительную организацию для помощи слабо развитым и угнетённым слоям общества. В это же время он основал Фонд исследований йоги (Yoga Research Foundation), который сотрудничает с институтами, докторами и учёными, для проведения научных исследований в области йоги и тантры. В 1988 году Свами Сатьянанда покинул Мунгер и больше никогда не возвращался туда снова. Он принял образ жизни кшетра-санньяси и путешествовал инкогнито по святым местам Индии, не принимая помощи от тех организаций, которые он сам основал.

## Жизнь в Рикхии
В 1989 году в Трямбакишваре ему открылась его новая миссия и место её осуществления. 23 сентября 1989 года он прибыл в небольшую деревню Рикхия, рядом с городом Деогарх (штат Джаркханд), где основал Шри Панч Дашнам Парамахамса Алак Бара. Следующие 12 лет он провел в уединении, занимаясь сложными духовными практиками.
Начиная с 1994 года Свами Сатьянанда даёт своим ученикам и последователям новые наставления по бхакти-йоге (йога любви и преданности). Основным принципом данной йоги является любовь к Богу в форме служения человечеству. Шивананда-матх начинает оказывать активную поддержку жителям окружающих деревень в виде образования, медицинской помощи и базовых вещей для выживания, так как этот район считается одним из самых бедных в Индии. В 2001 году Свами Сатьянанада организует крупное жертвоприношение раджасуя, на которую он приглашает всех своих учеников. С этого момента он начинает регулярно проводить различные яджны и сатсанги, но он по-прежнему остаётся большую часть времени в уединении, редко появляясь на публике. Ашрам в Рикхии начинает постепенно разрастаться.
Свои последние годы Свами Сатьянанда провёл в Рикхии, занимаясь благоустройством и поддержкой жителей окружающих деревень, иногда давая наставления духовным искателям, которые приезжали к нему со всего света. Свами Сатьянанда умер в полночь, в ночь с пятого на шестое декабря 2009 года. Он назначил двух основных преемников своей традиции, это Свами Ниранджанананда Сарасвати и Свами Сатьясангананда Сарасвати (Свами Сатсанги), которые продолжают начатое им дело.

## Избранная библиография

### Издания на русском
- Асана. Пранаяма. Мудра. Бандха / пер. с англ. Е. Леонтовского. — София, 2000. — 272 с. — ISBN 5-220-00352-6.
- Бхакти Йога Сагар. Океан Йоги Преданности / пер. с англ. Шунья Шанкар. — 282 с.
- Йога Нидра. — Ч.П. Михайлова, 2002. — 224 с. — ISBN 5-89395-145-X.
- Кундалини Тантра. — Профит Стайл, 2002. — 320 с. — ISBN 5-89395-147-6.
- Мула-Бандха. Ключ к мастерству / пер. с англ. Я. Терского. — Janus Books, 2001. — 144 с. — ISBN 5-7101-0064-1.
- Свара йога / пер. с англ. К. Стрельцовой. — Профит Стайл, 2003. — 288 с. — ISBN 5-89395-172-7.
- Мула-Бандха. Ключ к мастерству. — Janus Books, 2001. — 144 с. — (Антология Йоги). — ISBN 5-7101-0064-1.
- Сурья-Намаскар — техника оживления Солнцем.
- Тантрические практики преображения. (Таттва шуддхи садхана). — Алока, 2001. — 168 с. — ISBN 5-220-00336-8.
- Крия йога. — ЧИТРА, 2003. — 192 с. — ISBN 5-902213-04-5.
- Тантрические медитации. — Ч.П. Михайлова, 2001. Архивировано 14 августа 2014 года.
- Древние тантрические техники йоги и крийи. В 3-х томах. — Деком, 2013. — ISBN 978-5-89533-283-2.
- Хатха Йога Прадипика / Свами Муктибодханада,  Свами Сатьянанды Сарасвати. — Деком, 2013. — 644 с. — ISBN 978-5-89533-282-5.
- Нава Йогини Тантра. Йогические практики для женщин / Свами Муктибодханада,  Свами Сатьянанды Сарасвати;  пер. с англ. А. Киселёвой. — Ведантамала, 2010. — 264 с. — ISBN 987-3517-05-7.

### Издания на английском
- Swami Satyananda Saraswati. Asana Pranayama Mudra Bandha (неопр.). — Yoga Publications Trust, India, 2003. — ISBN 978-81-86336-14-4.
- Swami Satyananda Saraswati. Bhakti Yoga Sagar (неопр.). — Yoga Publications Trust, Munger, Bihar, 2001.
- Swami Satyananda Saraswati. Dynamics of Yoga: The Foundations of Bihar Yoga (англ.). — Yoga Publications Trust, 2002. — ISBN 978-81-85787-14-5.
- Satyananda Saraswati (Swami); Bihar School of Yoga. Early teachings of Swami Satyananda Saraswati: lectures and satsangs given by Swamiji during the first International 9-month Yoga Teachers' Training Course conducted at Bihar School of Yoga in 1967 (англ.). — Bihar School of Yoga, 1988.
- Satyananda Saraswati (Swami). Four chapters on freedom: commentary on Yoga sutras of Patanjali (англ.). — Yoga Publications Trust, 1976.
- Satyananda Saraswati. Japa yoga: a compilation of lectures delivered by : Paramhans Satyananda Saraswati to the students of International Yoga Teachers' Training Course from July 1, 1967 to March 31, 1968 at the Bihar School of Yoga, Monghyr, (Bihar), India (англ.). — International Yoga Fellowship Movement, 1968.
- Satyasangananda Saraswati (Swami); Satyananda Saraswati. Karma sannyasa: (the noble path for householders) (англ.). — Bihar School of Yoga, 1984.
- Swami Satyananda Saraswati; Satyananda Saraswati Swami. Kundalini Tantra (неопр.). — Yoga Pubns Trust, 2002. — ISBN 978-81-85787-15-2.
- Satyananda Saraswati. Meditations from the Tantras, with live class transcriptions (англ.). — Bihar School of Yoga, 1975.
- Swami Satyananda Saraswati. Moola bandha, the master key (неопр.). — Bihar School of Yoga.
- Swami Satyananda Sar Staff; Swami Satyananda Saraswati. Nine Principal Upanishads (неопр.). — Motilal (UK) Books of India, 2006. — ISBN 978-81-85787-34-3.
- Swami Satyananda Saraswati. Rikhiapeeth Satsangs (неопр.). — Yoga Publications Trust, 2009. — ISBN 978-81-86336-66-3.
- Satyananda Saraswati. Sannyasa tantra (неопр.). — Bihar School of Yoga. Out of print, 1977.
- S. Satyananda; Satyananda Saraswati (Swami). Steps to yoga and Yoga initiation papers (неопр.). — Yoga Publications Trust, 2006. — ISBN 978-81-85787-13-8.
- Swami Satyananda Saraswati; Satyananda Saraswati Swami. Sure ways to self-realization (неопр.). — Yoga Publications Trust, 2002. — ISBN 978-81-85787-41-1.
- Swami Satyananda Saraswati. Surya Namaskara: A Technique of Solar Vitalization (англ.). — Yoga Publications Trust, 2002. — ISBN 978-81-85787-35-0.
- Swami Muktibodhananda Saraswati; Swami Satyananda Saraswati. Swara yoga: the tantric science of brain breathing (англ.). — Yoga Publications Trust, 1984.
- Swami Satyananda Saraswati. A Systematic Course in the Ancient Tantric Techniques of Yoga and Kriya (англ.). — Yoga Publications Trust, India, 2004. — ISBN 978-81-85787-08-4.
- Satyananda Saraswati (Swami). Taming the kundalini (неопр.). — Yoga Publications Trust, 1973.
- Satyananda Saraswati (Swami). Tantra-yoga panorama (неопр.). — International Yoga Fellowship Movement, 1974.
- Swami Satyananda Saraswati. Tattwa Shuddhi: The Tantric Practice of Inner Purification (англ.). — Yoga Publications Trust, 2000. — ISBN 978-81-85787-37-4.
- Swami Satyananda Saraswati. Teachings of Swami Satyananda Saraswati Vol.1-9: The short talks contained in this book were delivered by Swami Satyananda during 1979/81 at various yoga conventions and seminars held in Europe, Scandinavia, South America and Australia and during Kriya Yoga and teacher training courses at Bihar School of Yoga, Munger / [comp. and ed. by Gaurishankar Saraswati] (англ.). — Bihar School of Yoga, 1982.
- Satyananda Saraswati (Swami); Satyananda Ashram (Australia). Teachings of Swami Satyananda Vol.3 (неопр.). — Satyananda Ashram, 1982.
- Satyananda Saraswati (Swami). Teachings of Swami Satyananda Saraswati Vol.4 (неопр.). — Yoga Publications Trust, 1986.
- Swami Satyananda Saraswati. Yoga and Cardiovascular Management (неопр.). — Yoga Publications Trust, 2008. — ISBN 978-81-85787-26-8.
- Swami Satyananda Saraswati. Yoga Education for Children (неопр.). — Yoga Publications Trust, India, 1999. — ISBN 978-81-85787-33-6.
- Satyananda Saraswati (Swami). Yoga from shore to shore: a collection of lectures given by Swami Satyananda Saraswati in many different countries during his world tour of 1968 (англ.). — Bihar School of Yoga, 1980.
- Swami Satyananda Saraswati. Yoga Nidra (неопр.). — Yoga Publications Trust, 2003. — ISBN 978-81-85787-12-1.
- Satyananda Saraswati (Swami); Bihar School of Yoga. Yoga sagar: commemorative volume : compiled from the complete proceedings of the Paramahamsa Satyananda Tyag Golden Jubilee World Yoga Convention, 1993 (англ.). — Bihar School of Yoga, 1994. — ISBN 978-81-85787-91-6.
- Swami Shankardevananda Saraswati; Satyananda Saraswati (Swami). Yogic management of asthma and diabetes (неопр.). — 1984.